# استرلینگ (ویرجینیا)
استرلینگ (به انگلیسی: Sterling) یک منطقهٔ مسکونی در ایالات متحده آمریکا است که در شهرستان لادن، ویرجینیا واقع شده‌است. استرلینگ ۲۷٬۸۲۲ نفر جمعیت دارد.